# Классический «Доктор Кто» (20-й сезон)
Премьера двадцатого сезона классических серий британского научно-фантастического сериала «Доктор Кто» состоялась 3 января 1983 года, с выходом на экраны первого эпизода серии «Арка бесконечности». Сезон завершился 16 марта 1983 года показом последнего эпизода серии «Демоны короля». В ноябре 1983 вышел специальный выпуск к 20-й годовщине телесериала — «Пять Докторов».

## Актёрский состав

### Основной
- Питер Дэвисон в роли Пятого Доктора
- Сара Саттон в роли Ниссы
- Джанет Филдинг в роли Тиган Джованки
- Марк Стриксон в роли Вислора Турлоу
- Джеральд Флуд озвучил Камелиона
- Ричард Хёрндалл в роли Первого Доктора
- Патрик Траутон в роли Второго Доктора
- Джон Пертви в роли Третьего Доктора
- Кэрол Энн Форд в роли Сьюзен Форман
- Николас Кортни в роли бригадира Летбридж-Стюарта
- Элизабет Слейден в роли Сары Джейн Смит

Питер Дэвисон и Джанет Филдинг вернулись к своим ролям Пятого Доктора и Тиган Джованки соответственно. В серии «Мертвец Модрин» к команде ТАРДИС присоединяется новый спутник Доктора — Вислор Турлоу (Марк Стриксон). После выхода «Терминуса» шоу покидает Сара Саттон, исполнительница роли Ниссы, впоследствии её персонаж появляется лишь в камео. В финальной серии сезона Доктор берёт с собой андроида Камелиона, имеющего способность изменять внешность и которого Повелитель времени спас от Мастера.
В специальном выпуске, посвящённом двадцатилетию «Доктора Кто», появились предыдущие воплощения Доктора. Патрик Траутон и Джон Пертви снова сыграли Второго и Третьего Докторов. Первый Доктор также появляется в эпизоде, но, так как исполнитель роли — Уильям Хартнелл — скончался в 1975 году, его заменили Ричардом Хёрндаллом. Съёмочная группа также связалась с Томом Бейкером, исполнителем роли Четвёртого Доктора, но актёр отклонил предложение.
В том же эпизоде вернулись и спутники предыдущих Докторов: Сара Джейн Смит (Элизабет Слейден), бригадир Летбридж-Стюарт (Николас Кортни) и Сьюзен Форман (Кэрол Энн Форд). Бригадир также участвовал в событиях серии «Мертвец Модрин».

### Повторяющийся
В сериях «Демоны короля» и спецвыпуске появляется заклятый враг Доктора, Мастер, в исполнении Энтони Эйнли. Также Доктор сталкивается с Чёрным стражем (Валентайн Дайалл), с которым впервые встретилось его четвёртое воплощение (события сезона «Ключ времени»).

### Приглашённый
В спецвыпуске «Пять Докторов» имеются камео спутников различных инкарнаций Доктора: Джейми Маккриммона (Фрейзер Хайнс), Зои Хериот (Венди Педбьюри), Лиз Шоу (Кэролин Джонс) и Майка Йетса (Ричард Франклин).
На протяжении сезона Доктор встречался со своими старыми врагами — Омегой («Арка бесконечности»), киберлюдьми («Пять Докторов») и Марой («Танец змеи»). Также в спецвыпуске на краткий миг появляются далеки и робот-йети.
Дэвид Бэнкс снова сыграл кибер-лидера, возглавляющего армию киберлюдей.
В серии «Арка бесконечности» впервые замечен Колин Бейкер, будущий исполнитель роли Шестого Доктора. В этой серии он появился в качестве командующего Максилла и стал первым из исполнителей роли Доктора, который до этого появился в качестве другого персонажа.

## Список серий
В честь двадцатой годовщины шоу в данном сезоне было решено вернуть некоторых старых врагов и союзников Доктора. 20 сезон транслировался дважды в неделю (во вторник и среду) на канале BBC1. Серии «Мертвец Модрин», «Терминус» и «Просвещение» впоследствии были объёдинены в «Трилогию Чёрного стража», в которой рассказывается об появлении Вислора Турлоу и уходе Ниссы. Все эпизоды трилогии формируют единый, практически не делимый сюжет.
Несмотря на то, что спецвыпуск «Пять Докторов» вышел на экраны спустя восемь месяцев после завершения трансляции серии «Демоны короля», его также включают в список эпизодов 20 сезона.
| № | #       | Название                               | Частей (эпизодов)   | Режиссёр       | Сценарист       | Зрителей (миллионов) | Индекс оценки | Дата выхода в эфир                                                                  | Код     |
| Эпизоды | Эпизоды | Эпизоды                                | Эпизоды             | Эпизоды        | Эпизоды         | Эпизоды              | Эпизоды       | Эпизоды                                                                             | Эпизоды |
| --- | ------- | -------------------------------------- | ------------------- | -------------- | --------------- | -------------------- | ------------- | ----------------------------------------------------------------------------------- | ------- |
| 1 | 123     | «Арка бесконечности» «Arc of Infinity» | 4 эпизода           | Рон Джонс      | Джони Бирн      | 7.2 7.3 6.9 7.2      | 69 70 67 66   | 3 января 1983 года 5 января 1983 года 11 января 1983 года 12 января 1983 года       | 6E      |
| Устраиваясь на ночлег в заброшенном доме, двое путешествующих подростков и не подозревали, насколько неудачный выбор они делают. А тем временем Доктору предстоит разобраться не только с нездоровым интересом к своей персоне со стороны существа из другой реальности, но и с заговором среди Повелителей Времени.                                     |         |                                        |                     |                |                 |                      |               |                                                                                     |         |
| 2 | 124     | «Танец змеи» «Snakedance»              | 4 эпизода           | Фиона Камминг  | Кристофер Бэйли | 6.7 7.7 6.6 7.4      | 65 66 67      | 18 января 1983 года 19 января 1983 года 25 января 1983 года 26 января 1983 года     | 6D      |
| Казалось бы, навсегда побеждённая Мара вновь готова вырваться в реальный мир из глубин подсознания Тиган. Тем более, что в силу рокового совпадения ТАРДИС совершает посадку на её родной планете. |         |                                        |                     |                |                 |                      |               |                                                                                     |         |
| 3 | 125     | «Мертвец Модрин» «Mawdryn Undead»      | 4 эпизода           | Питер Моффат   | Питер Гримуэйд  | 6.5 7.5 7.4 7.7      | 67 70 67 68   | 1 февраля 1983 года 2 февраля 1983 года 8 февраля 1983 года 9 февраля 1983 года     | 6F      |
| Вислор Турлоу — британский школьник, юноша «не от мира сего». Он с радостью соглашается оставить Землю и вступить в схватку с коварным злодеем, не подозревая, что всё это — хитроумный план не смирившегося с потерей Ключа Времени Чёрного Стража. Ведь «величайший злодей во Вселенной», которого должен уничтожить Вислор — не кто иной, как Доктор. |         |                                        |                     |                |                 |                      |               |                                                                                     |         |
| 4 | 126     | «Терминус» «Terminus»                  | 4 эпизода           | Мэри Ридж      | Стивен Галагер  | 6.8 7.5 6.5 7.4      | 65 67 64 67   | 15 февраля 1983 года 16 февраля 1983 года 22 февраля 1982 года 23 февраля 1982 года | 6G      |
| Оказавшись на ТАРДИС, Турлоу продолжает выполнять указания Тёмного стража и выводит корабль Доктора из строя. Доктор и его спутники попадают на Терминус - корабль прокажённых.. |         |                                        |                     |                |                 |                      |               |                                                                                     |         |
| 5 | 127     | «Просвещение» «Enlightenment»          | 4 эпизода           | Фиона Кьюмминг | Барбара Клегг   | 6.6 7.2 6.2 7.3      | 67 65 68 70   | 1 марта 1983 года 2 марта 1983 года 8 марта 1983 года 9 марта 1983 года             | 6H      |
| На связь с Доктором выходит Белый страж. Доктор любой ценой должен помешать кому-либо из Бессмертных одержать победу в космической регате, цель которой - Просвещение, средоточие всей мудрости мира. Но Чёрный страж тоже не дремлет. |         |                                        |                     |                |                 |                      |               |                                                                                     |         |
| 6 | 128     | «Демоны короля» «'The King's Demons'»  | 2 эпизода           | Тони Вирго     | Теренс Дадли    | 5.8 7.2              | 65 63         | 15 марта 1983 года 16 марта 1983 года                                               | 6J      |
| Оказавшись в средневековой Англии, Доктор приходит к выводу, что на месте короля Иоанна Безземельного находится самозванец. Доктору предстоит выяснить, кто и с какими целями выдаёт себя за монарха - и, разумеется, суметь защитить себя и своих спутников.                                                                                            |         |                                        |                     |                |                 |                      |               |                                                                                     |         |
| Спецвыпуск к 20-летию сериала |         |                                        |                     |                |                 |                      |               |                                                                                     |         |
| 7 | 129     | «Пять Докторов» «The Five Doctors»     | Спецвыпуск 90 минут | Питер Моффат   | Терренс Дикс    | 7.7                  | 75            | 23 ноября 1983 года (США) 25 ноября 1983 года (UK)                                  | 6K      |
| Некто при помощи Временного ковша переносит предыдущие инкарнации Доктора — первую, вторую и третью (четвёртая вместе с Романой застревает во временном вихре) — и его спутников (Сару-Джейн Смит, Сьюзен Форман и Бригадира Летбридж-Стюарта) и врагов (далеков и киберлюдей) в Мёртвую зону на Галлифрее.                                              |         |                                        |                     |                |                 |                      |               |                                                                                     |         |

## Показ
20 сезон классических серий «Доктора Кто» (включая спецвыпуск «Пять Докторов») транслировался на канале BBC One с 3 января по 25 ноября 1983 года

### DVD-релизы
Все серии 20 сезона классического «Доктора Кто» вышли на DVD в период между 1999 и 2011 годами.
| Серия | Количество и продолжительность эпизодов | Регион 2             | Регион 4             | Регион 1              |
| --- | --------------------------------------- | -------------------- | -------------------- | --------------------- |
| Арка бесконечности В Регионах 2 и 4 выходил только в рамках сборника Time-Flight/Arc of Infinity В Регионе 1 только в виде отдельного издания          | 4 × 25 м.                               | 6 августа 2007 года  | 5 сентября 2007 года | 6 ноября 2007 года    |
| Танец змеи В Регионах 2 и 4 выходил только в рамках сборника Mara Tales В Регионе 1 либо в виде отдельного издания, либо в составе различных сборников | 4 × 25 м.                               | 7 марта 2011 года    | 7 апреля 2011 года   | 12 апреля 2011 года   |
| Трилогия Чёрного стража: Мертвец Модрин (4 эпизода) Терминус (4 эпизода) Просвещение (4 эпизода)                                                       | 12 × 25 м. 1 × 75 м. (спец. издание)    | 10 августа 2009 года | 5 ноября 2009 года   | 3 ноября 2009 года    |
| Демоны короля В Регионах 2 и 4 выходил только в рамках сборника Kamelion Tales В Регионе 1 только в виде отдельного издания                            | 2 × 25 м.                               | 14 июня 2010 года    | 5 августа 2010 года  | 7 сентября 2010 года  |
| Пять Докторов — Специальное издание | 1 × 100 м.                              | 1 ноября 1999 года   | 9 октября 2000 года  | 11 сентября 2001 года |
| Пять Докторов — Специальное издание к 25-летию сериала                                                                                                 | 1 × 90 м. 1 × 100 м.                    | 3 марта 2008 года    | 8 мая 2008 года      | 5 августа 2008 года   |

## Книги
| Серия                | Адаптация            | Автор          | Впервые опубликована |
| -------------------- | -------------------- | -------------- | -------------------- |
| «Арка бесконечности» | «Арка бесконечности» | Терренс Дикс   | 1983                 |
| «Танец змеи»         | «Танец змеи»         | Терренс Дикс   | 1984                 |
| «Мертвец Модрин»     | «Мертвец Модрин»     | Питер Гримуэйд | 1984                 |
| «Терминус»           | «Терминус»           | Джон Лидекер   | 1983                 |
| «Просвещение»        | «Просвещение»        | Барбара Клегг  | 1984                 |
| «Демоны короля»      | «Демоны короля»      | Теренс Дадли   | 1986                 |
| «Пять Докторов»      | «Пять Докторов»      | Терренс Дикс   | 1983                 |

### Комментарии
1. ↑  Специальное издание представляет собой полностью восстановленный видеоряд длиной 100 минут и с более современными визуальными эффектами.
2. ↑  Специальное издание к 25-летию сериала содержит 90-минутную телевизионную версию и 100-минутную версию с обработанным видеорядом и с более современными визуальными эффектами.